# Daniel Kjörling
Daniel Kjörling, född 12 november 1973, är en svensk före detta bandymålvakt. Kjörling spelade många säsonger i Sandvikens AIK, där han började sin seniorkarriär på 1990-talet, innan han säsongen 2004/2005 flyttade till Västerås SK (VSK). Med Sandviken var han med om att bli svensk mästare i bandy fyra gånger, 1997, 2000, 2002 och 2003. Kjörling var under sin tid i VSK också en starkt bidragande till att VSK säsongen 2008-2009 tog svenska mästartiteln från Edsbyn, och detta blev hans femte SM-guld. Han avslutade sin bandykarriär 2010. På landslagssidan var han med och vann VM-guld 2003 i Archangelsk.